# Mimostedes mirei
Mimostedes mirei là một loài bọ cánh cứng trong họ Cerambycidae.